# Schoenus carsei
Schoenus carsei är en halvgräsart som beskrevs av Thomas Frederic Cheeseman. Schoenus carsei ingår i släktet axagssläktet, och familjen halvgräs. Inga underarter finns listade i Catalogue of Life.